# Список глав государств в 507 году
Список глав государств в 506 году — 507 год — Список глав государств в 508 году — Список глав государств по годам
В 507 году франки Хлодвига I в сражении при Вуйе разбили вестготов Алариха II. Результатами этого поражения стали ликвидация Тулузского королевства вестготов, исход вестготов в Испанию и захват франками Аквитании

## Африка
- Королевство вандалов и аланов — Тразамунд, король (496 — 523)

## Америка
- Баакульское царство — Аку’ль Мо’ Нааб I, священный владыка (501 — 524)
- Мутульское царство (Тикаль) — Чак-Ток-Ичак III, царь (ок. 485 — 508)
- Шукууп (Копан) — Балам-Нен, царь (ок. 504 — 532)

## Азия
- Гаоцзюй — Мивоту, правитель (496 — 516)
- Гассаниды — аль-Харит IV ибн Хийр, царь (486 — 512)
- Дханьявади — Тюрия Мокха, царь[англ.] (492 — 513)
- Жужаньский каганат — Юйцзюлюй Футу, каган (506 — 508)
- Иберия — Дачи, царь (502 — 514)
- Индия — 
  - Вишнукундина — Мадхав Варма, царь[лит.] (461 — 508)
  - Гупта — Вайньягупта, махараджа (500 — 515)
  - Западные Ганги — Авинита, махараджа (469 — 529)
  - Кадамба — Равиварма, царь (485 — 519)
  - Маитрака — Дронасинха, махараджа[англ.] (ок. 500 — ок. 520)
  - Паллавы (Анандадеша) — Кумаравишну II, махараджа (500 — 520)
  - Чалукья — Джаясимха Валлабха, араджа (500 — 525)
- Кавказская Албания — Вачаган III Благочестивый, царь (487 — 510)
- Камарупа — Нараянаварман, царь (494 — 518)
- Кинда — аль-Харит Талабан ибн Амр, царь (489 — 528)
- Китай (Период Южных и Северных династий) — 
  - Лян — У-ди (Сяо Янь), император (502 — 549)
  - Северная Вэй — Сюань У-ди (Юань Кэ), император (499 — 515)
- Корея (Период Трех государств):
  - Конфедерация Кая — Кёмджи, ван (492 — 521)
  - Когурё — Мунджамён, тхэван (491 — 519)
  - Пэкче —  Мурён, король (501 — 523)
  - Силла — Чиджын, ван (500 — 514)
- Лазика (Эгриси) — Дамназ, король (ок. 468 — ок. 522)
- Лахмиды (Хира) — аль-Мундир III ибн аль-Нуман, царь (505 — 554)
- Паган — Тарамон Фиа, король[англ.] (494 — 516)
- Персия (Сасаниды) — Кавад I, шахиншах (488 — 496, 498 — 531)
- Раджарата (Анурадхапура) — Моггаллана I, король (497 — 515)
- Тарума — Индраварман, царь (455 — 515)
- Тогон — Муюн Фулянчоу, правитель (490 — 540)
- Тямпа — Фан Вэнькуан, князь (ок. 498 — 510)
- Фунань — Джаяварман, король (478 — 514)
- Химьяр — Ма'адикариб II Яфур, царь (505 — 517)
- Эфталиты (Белые гунны) — Торанама, хан (ок. 490 — 515)
- Япония — Кэйтай, император (507 — 531)

## Европа
- Англия —
  - Бринейх — Дивнуал, король (460 — 510)
  - Думнония — Герайнт ап Эрбин, король (480 — 508)
  - Каер Гвенддолеу — Кейдио ап Эйнион, король (ок. 505 — ок. 550)
  - Кент — Эск, король (488 — 512)
  - Мерсия — Осла, король (ок. 501 — 517)
  - Пеннины — Пабо Опора Британии, король (ок. 500 — ок. 514)
  - Регед — Мейрхион Гул, король (ок. 490 — ок. 535)
  - Сассекс — Элла, король (477 — 514)
  - Эбрук — Элиффер ап Эйнион, король (500 — 560)
  - Элмет — Ллаенног ап Масгвид, король (495 — 540)
  - Эссекс — Сэкса, король (493 — 508)
- Арморика — Мелю или Ривал, король
- Бургундское королевство — Гундобад, король (473 — 516)
- Вестготское королевство — 
  - Аларих II, король (484 — 507)
  - Гезалех, король (507 — 511)
- Византийская империя — Анастасий I, император (491 — 518)
- Гепиды — Тразарих, король (504 — 508)
- Ирландия — 
  - Лугайд, верховный король (482 — ок. 507)
  - Муйрхертах, верховный король (ок. 507 — 534)
  - Айлех — Муйрхертах, король (489 — 534)
  - Коннахт — Эоган Бел мак Келлайг, король (502 — ок. 543)
  - Лейнстер — Иланн мак Дунлайнге, король (495 — 527)
  - Мунстер — Эохайд, король (492 — 523)
  - Ольстер — Эохед мак Моредах, король (489 — 509)
- Остготов королевство (Италия) — Теодорих Великий, король (493 — 526)
- Папский престол — Симмах, папа римский (498 — 514)
- Рипуарские франки — 
  - Сигиберт Хромой, королькороль (483 — 507)
  - Хлодерих, королькороль (507 — 508)
- Салические франки — Хлодвиг I, король (481 — 511)
- Свевов королевство (Галисия) — Теодемунд, король (ок. 500 — ок. 550)
- Тюрингия — 
  - Бизин, король (ок. 455 — ок. 507)
  - Герменефред, король (ок. 507 — 534)
  - Бертахар, король (ок. 507 — 525)
  - Бадерих, король (ок. 507 — 529)
- Уэльс —
  - Брихейниог — Райн Краснолицый, король (ок. 490 — 510)
  - Гвинед — Кадваллон ап Эйнион, король (ок. 500 — ок. 520)
  - Гливисинг — Гвинлиу Бородатый, король (480 — 523)
  - Дивед — Гуртевир ап Айргол, король (495 — 540)
  - Поуис — Касанаут, король (480 — 519)
- Швеция — Эгил, король (ок. 490 — ок. 515)
- Шотландия —
  - Дал Риада — 
    - Домангарт I, король (501 — 507)
    - Комгалл, король (507 — 538)

  - Пикты — Нехтон I, король (484 — 508)
  - Стратклайд (Альт Клуит) — Клинох ап Думнагуал, король (ок. 490 — ?)

- Хлодвиг I 
 481-511 
 Король салических франков
- Теодорих Великий 
 493-526 
 Король Италии
- Анастасий I 
 491-518 
 Император Византии
- Кавад I 
 488-496,498-531 
 Шахиншах Персии
- Аларих II 
 484-507 
 Король вестготов
- У-ди 
 502-549 
 Император Лян
- Элла 
 477-514 
 Король Сассекса